# PMS Torino 2012-2013
Questa voce raccoglie le informazioni riguardanti la PMS Torino nelle competizioni ufficiali della stagione 2012-2013.

## Stagione
La PMS Torino nel 2012-2013 ha giocato in Divisione Nazionale A con sponsorizzazione ZeroUno fino a marzo e poi Manital; in Coppa Italia il title sponsor è stato Ecolution. Alla fine della stagione regolare la PMS Torino si è classificata al primo posto vincendo i play off garantendosi la promozione in DNA Gold e conquistando il titolo di Campione d'Italia Dilettanti.
Durante il mercato la squadra, affidata a Stefano Pillastrini, è stata completamente rinnovata. Nel ruolo di playmaker al confermato Daniele Parente, capitano della squadra, è stato affiancato il giovane e talentuoso Claudio Tommasini in prestito dalla Virtus Bologna e da Kenneth Viglianisi. Nel ruolo di guardia l'esperto Lorenzo Gergati viene ingaggiato da Brescia per affiancare il talento delle giovani torinesi Lorenzo Baldasso. Nel ruolo di ala vengono ingaggiati Marco Evangelisti e Daniele Sandri mentre il reparto dei lunghi è composto da Filippo Baldi Rossi in prestito anche lui dalla Virtus Bologna e dal nazionale polacco Jakub Wojciechowski che affiancano l'altro confermato Francesco Conti.
La stagione regolare si chiude al primo posto con il primato in classifica e l'imbattibilità del palaruffini. E se i play off di Coppa Italia hanno fermato i gialloblu ai semifinali, nei play off promozione il percorso è netto con la doppia affermazione per 3-0 contro l'Unione Cestistica Casalpusterlengo in semifinale e contro l'Olimpia Basket Matera in finale. Promozione in DNA Gold 2013-14 e titolo di campione d'Italia dilettanti 2012-13.

## Roster

### Staff tecnico e dirigenziale
- Allenatore: Stefano Pillastrini
- Assistente Allenatore: Stefano Comazzi
- Assistente Allenatore: Fabrizio Canella
- Preparatore Atletico: Giancarlo Bertossi
- Medico: Roberto Carlin
- Fisioterapista: Alessandro Pernice
- Resp.le Settore Tecnico Giovanile: Vincenzo Di Meglio

- Presidente: Antonio Forni
- Dirigente Generale: Julio Trovato
- Team Manager: Giuseppe Cortese
- Resp.le Settore Giovanile: Andrea Bausano
- Resp.le Area Marketing: Warner Sicco
- Resp.le Comunicazione: Domenico Marchese
- Resp.le Addetto Arbitri: Stefano Calzavara
- Resp.le Segreteria: Luisa Portigliotti

## Mercato
| Arrivi | Arrivi              | Arrivi         | Arrivi     |
| R      | Nome                | da             | Modalità   |
| ------ | ------------------- | -------------- | ---------- |
| A      | Marco Evangelisti   | Reccanati      | definitivo |
| G      | Lorenzo Gergati     | Basket Brescia | definitivo |
| C      | Filippo Baldi Rossi | Virtus Bologna | prestito   |
| C      | Simone Zanotti      | Pall. Lucca    | definitivo |
| G      | Kenneth Viglianisi  | Pall. Reggiana | definitivo |
| A      | Daniele Sandri      | Pall. Treviso  | definitivo |
| P      | Claudio Tommasini   | Virtus Bologna | prestito   |
| C      | Jakub Wojciechowski | N.B. Brindisi  | definitivo |

| Partenze | Partenze           | Partenze            | Partenze   |
| R        | Nome               | a                   | Modalità   |
| -------- | ------------------ | ------------------- | ---------- |
| A        | Federico Tassinari | Lecco               | definitivo |
| G        | Filippo Giusto     | Lecco               | definitivo |
| G        | Marco Portannese   | Orlandina           | definitivo |
| C        | Simone Zanotti     | Pall. Lucca         | prestito   |
| C        | Maurizio Giadini   | Rimini              | definitivo |
| C        | Emanuele Tarditi   | Crocetta Torino     | definitivo |
| A        | Luca Fontecchio    | Viola R. Calabria   | definitivo |
| A        | Cristiano Masper   | Legnano Castellanza | definitivo |

## Risultati

### Campionato Nazionale Dilettanti

#### Regular season

##### Girone di andata
| Torino 30 settembre 2012 1ª giornata | PMS Torino | 74 – 61 | Perugia Basket | PalaRuffini |

| Casalpusterlengo 7 ottobre 2012 2ª giornata | Unione Cestistica Casalpusterlengo | 75 – 69 | PMS Torino | Campus di Codogno |

| Torino 10 ottobre 2012 3ª giornata | PMS Torino | 81 – 71 | Castelletto Ticino | PalaRuffini |

| Lucca 14 ottobre 2012 4ª giornata | Pallacanestro Lucca | 83 – 81 | PMS Torino | PalaTagliate |

| Torino 21 ottobre 2012 5ª giornata | PMS Torino | 92 – 71 | Agrigento | PalaRuffini |

| Bari 28 ottobre 2012 6ª giornata | CUS Bari Pallacanestro | 68 – 80 | PMS Torino | PalaFlorio |

| Torino 1º novembre 2012 7ª giornata | PMS Torino | 82 – 62 | Mirandola | PalaRuffini |

| Reggio Calabria 4 novembre 2012 8ª giornata | Viola Reggio Calabria | 56 – 71 | PMS Torino | PalaBotteghelle |

| Torino 11 novembre 2012 9ª giornata | PMS Torino | 90 – 70 | Fulgor Omegna | PalaRuffini |

| Treviglio 18 novembre 2012 10ª giornata | Blu Basket 1971 Treviglio | 67 – 64 | PMS Torino | PalaFacchetti |

| Torino 21 novembre 2012 11ª giornata | PMS Torino | 77 – 61 | Blu Basket 1971 Treviglio | PalaRuffini |

| Torino 25 novembre 2012 12ª giornata | PMS Torino | 78 – 75 | San Severo | PalaRuffini |

| Torino 9 dicembre 2012 13ª giornata | PMS Torino | 79 – 72 | Pallacanestro Firenze | PalaRuffini |

| Torino 23 dicembre 2012 14ª giornata | PMS Torino | 79 – 63 | Pallacanestro Ferrara 2011 | PalaRuffini |

| Matera 30 dicembre 2012 15ª giornata | Olimpia Basket Matera | 81 – 69 | PMS Torino | PalaSassi |

| Torino 6 gennaio 2013 16ª giornata | PMS Torino | 86 – 68 | Latina Basket | PalaRuffini |

| Recanati 13 gennaio 2013 17ª giornata | Recanati | 70 – 74 | PMS Torino |  |

##### Girone di ritorno
| Perugia 20 gennaio 2013 18ª giornata | Perugia Basket | 56 – 57 | PMS Torino | palaevangelisti |

| Torino 27 gennaio 2013 19ª giornata | PMS Torino | 72 – 59 | Unione Cestistica Casalpusterlengo | PalaRuffini |

| Castelletto Ticino 30 gennaio 2013 20ª giornata | Castelletto Ticino | 60 – 74 | PMS Torino |  |

| Torino 3 febbraio 2013 21ª giornata | PMS Torino | 77 – 69 | Pallacanestro Lucca | Palaruffini |

| Agrigento 10 febbraio 2013 22ª giornata | Agrigento | 64 – 70 | PMS Torino |  |

| Torino 17 febbraio 2013 23ª giornata | PMS Torino | 75 – 74 | CUS Bari Pallacanestro | PalaRuffini |

| Mirandola 24 febbraio 2013 24ª giornata | Mirandola | 83 – 73 | PMS Torino |  |

| Torino 3 marzo 2013 25ª giornata | PMS Torino | 80 – 59 | Viola Reggio Calabria | PalaRuffini |

| Omegna 6 marzo 2013 26ª giornata | Fulgor Omegna | 89 – 67 | PMS Torino |  |

| Torino 10 marzo 2013 27ª giornata | PMS Torino | 88 – 78 | Blu Basket 1971 Treviglio | PalaRuffini |

| Chieti 24 marzo 2013 28ª giornata | Blu Basket 1971 Treviglio | 85 – 79 | PMS Torino |  |

| San Severo 27 marzo 2013 29ª giornata | San Severo | 67 – 58 | PMS Torino |  |

| Firenze 14 aprile 2013 30ª giornata | Pallacanestro Firenze | 71 – 41 | PMS Torino |  |

| Ferrara 25 aprile 2013 31ª giornata | Pallacanestro Ferrara 2011 | 76 – 68 | PMS Torino |  |

| Torino 28 aprile 2013 32ª giornata | PMS Torino | 78 – 56 | Olimpia Basket Matera | PalaRuffini |

| Latina 5 maggio 2013 33ª giornata | Latina Basket | 63 – 75 | PMS Torino |  |

| Torino 12 maggio 2013 34ª giornata | PMS Torino | 93 – 64 | Recanati | PalaRuffini |

#### Play-off
Tutti i turni di playoff si giocano al meglio delle 5 partite. La squadra con il miglior piazzamento in classifica al termine della stagione regolare gioca in casa gara-1, gara-2 e l'eventuale gara-5.
|   | Semifinale       | G1 | G2 | G3 | G4 | G5 |
| - | ---------------- | -- | -- | -- | -- | -- |
| 1 | PMS Torino       | 81 | 77 | 76 |    |    |
| 4 | Casalpusterlengo | 76 | 66 | 71 |    |    |

|   | Finale         | G1 | G2 | G3 | G4 | G5 |
| - | -------------- | -- | -- | -- | -- | -- |
| 1 | PMS Torino     | 76 | 70 | 71 |    |    |
| 2 | Olimpia Matera | 66 | 61 | 68 |    |    |

##### Semifinali
| Torino 19 maggio 2013, ore 20:10 UTC+2 Gara-1 | PMS Torino | 81 – 76 (16-20, 30-42, 44-56) referto | Casalpusterlengo | palaruffini |

| Torino 27 maggio 2013, ore 20:00 UTC+2 Gara-2 | PMS Torino | 76 – 66 (17-24, 34-42, 55-50) referto | Casalpusterlengo | palaruffini |

| Casalpusterlengo 24 maggio 2013, ore 20:10 UTC+2 Gara-3 | Casalpusterlengo | 71 – 76 (20-14, 35-32, 51-42) referto | PMS Torino | Campus di Codogno |

##### Finale
| Torino 2 giugno 2013, ore 18:00 UTC+2 Gara-1 | PMS Torino | 75 – 66 (17-20, 34-36, 56-62) referto | Olimpia Matera | palaruffini |

| Torino 4 giugno 2013, ore 20:15 UTC+2 Gara-2 | PMS Torino | 70 – 61 (18-16, 24-33, 46-51) referto | Olimpia Matera | palaruffini |

| Matera 7 giugno 2013, ore 20:15 UTC+2 Gara-3 | Olimpia Matera | 68 – 71 (28-24, 43-43, 62-64) referto | PMS Torino | Palasassi |

| Campione d'Italia Dilettanti 2012-13 |
| ------------------------------------ |
| PMS Torino 1º titolo                 |

### Coppa Italia
Grazie al primo posto in classifica ottenuto al termine del girone d'andata la PMS Torino ha ottenuto il diritto a partecipare alle Final Four di Coppa Italia che si è tenuta dal 15 al 17 marzo a Cecina e Piombino uscendo in semifinale sconfitta dopo un tempo supplementare.
|   | Squadra       | Risultato |
| - | ------------- | --------- |
| 1 | PMS Torino    | 73        |
| 4 | Lago Maggiore | 74        |

#### Semifinale
| Cecina 16 marzo 2013, ore 20:30 UTC+1 Semifinale | PMS Torino | 73 – 74 (15-12, 34-29, 45-47, 64-64) referto | Lago Maggiore | PalaPoggetti |

### Statistiche di squadra
| Competizione     | Punti | In casa | In casa | In casa | In casa | In casa | In trasferta | In trasferta | In trasferta | In trasferta | In trasferta | Totale | Totale | Totale | Totale | Totale | Totale |
| Competizione     | Punti | G       | V       | P       | PF      | PS      | G            | V            | P            | PF           | PS           | G      | V      | P      | PF     | PS     | DIF    |
| ---------------- | ----- | ------- | ------- | ------- | ------- | ------- | ------------ | ------------ | ------------ | ------------ | ------------ | ------ | ------ | ------ | ------ | ------ | ------ |
| DNA              | 48    | 17      | 17      | 0       | 1381    | 1133    | 17           | 7            | 10           | 1170         | 1214         | 34     | 24     | 10     | 2551   | 2347   | +204   |
| Play-off         | -     | 4       | 4       | 0       | 302     | 269     | 2            | 2            | 0            | 147          | 139          | 6      | 6      | 0      | 449    | 408    | +41    |
| Totale DNA       | -     | 21      | 21      | 0       | 1683    | 1402    | 19           | 9            | 10           | 1317         | 1353         | 40     | 30     | 10     | 3000   | 2755   | +245   |
| Coppa Italia LNP | -     | -       | -       | -       | -       | -       | 1            | 0            | 1            | 73           | 74           | 1      | 0      | 1      | 73     | 74     | -1     |
| Totale           | -     | 21      | 21      | 0       | 1683    | 1402    | 20           | 9            | 11           | 1390         | 1427         | 41     | 30     | 11     | 3073   | 2829   | +244   |